# Walter Chandler (Politiker)

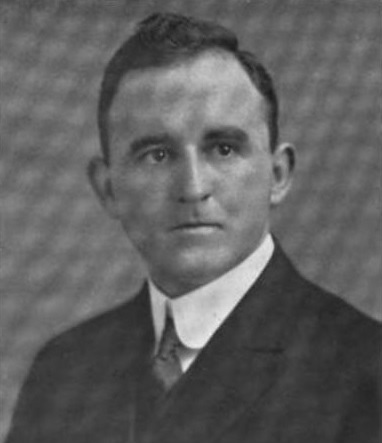
Walter Chandler

Walter „Clift“ Chandler (* 5. Oktober 1887 in Jackson, Tennessee; † 1. Oktober 1967 in Memphis, Tennessee) war ein US-amerikanischer Politiker. Zwischen 1935 und 1940 vertrat er den Bundesstaat Tennessee im US-Repräsentantenhaus.

## Werdegang
Walter Chandler besuchte die öffentlichen Schulen seiner Heimat. Nach einem anschließenden Jurastudium an der University of Tennessee in Knoxville und seiner im Jahr 1909 erfolgten Zulassung als Rechtsanwalt begann er in Memphis in seinem neuen Beruf zu arbeiten. Im Jahr 1916 war er stellvertretender Bezirksstaatsanwalt. Während des Ersten Weltkrieges diente Chandler zwischen 1917 und 1919 als Hauptmann einer Artillerieeinheit der US Army in Europa. Politisch war Chandler Mitglied der Demokratischen Partei. Im Jahr 1917 saß er noch vor seiner Militärzeit als Abgeordneter im Repräsentantenhaus von Tennessee. Zwischen 1921 und 1923 gehörte er dem Staatssenat an. In den Jahren 1928 bis 1934 war Chandler städtischer Anwalt in Memphis. 1940 und 1944 nahm er als Delegierter an den Democratic National Conventions teil, auf denen jeweils der amtierende Präsident Franklin D. Roosevelt zur Wiederwahl nominiert wurde.
Bei den Kongresswahlen des Jahres 1934 wurde Chandler im neunten Wahlbezirk von Tennessee in das US-Repräsentantenhaus in Washington, D.C. gewählt, wo er am 3. Januar 1935 die Nachfolge von E. H. Crump antrat. Nach zwei Wiederwahlen konnte er bis zu seinem Rücktritt am 2. Januar 1940 im Kongress verbleiben. Während dieser Zeit wurden dort viele der New-Deal-Gesetze der Bundesregierung verabschiedet.  Chandlers Rücktritt erfolgte, nachdem er als Nachfolger von Joseph Patrick Boyle zum Bürgermeister von Memphis gewählt worden war. Dieses Amt bekleidete er bis 1946; anschließend praktizierte er wieder als Anwalt. Im Jahr 1953 war er zeitweise Präsident der Versammlung zur Überarbeitung der Verfassung von Tennessee. 1955 fungierte er noch einmal als Bürgermeister von Memphis. In dieser Stadt ist er am 1. Oktober 1967 auch verstorben. Sein Sohn Wyeth war zwischen 1972 und 1982 ebenfalls Bürgermeister von Memphis.